# Обой
Обоят е дървен духов музикален инструмент с двойна тръстикова пластинка. Тоновият му обем е от си бемол на малка до сол на трета октава. Тембърът на обоя е наситен, пронизителен, с носов оттенък. Обоят не е транспониращ инструмент. За обой се нотира на ключ сол. Тоновете в ниския регистър звучат силно и остро. Най-изразителна и цветна е звучността на инструмента в средния и част от високия регистър. Обемът му е от b на малка октава до g на 3 октава. С много голямо напрежение при форте може да достигне и до a - ais на 3 октава, но е доста рисковано, а тонът му е режещ и некачествен.

## История
Обоят като народен инструмент води началото си още от най-стари времена. В Европа е пренесен от и Изтока. В стара Гърция е познат като народен инструмент под името „авлос“, при латинските народи като тибиа, при азиатците – зурна, в Русия – „жалейка“, в България зурла.
Арабите през VIII в. пренесли в Европа голям брой инструменти от рода на зурлата, която по-късно в Германия нарекли „шалмай“.
Названието обой произлиза от 2 френски думи: haut „висок“ и bois „дърво“ – висок дървен инструмент. Обоят влиза в оркестъра в началото на XVII век още от самото му формиране. Първи са го използвали Люли, Бах, Рамо и особено Хендел.

## Употреба
Тоновете на обоя носят особена специфика: нежни, красиви, без голяма широта и масивност, някак камерни, но с особена пробивност и налагащи се при изпълнение на солови партии. В различните си регистри носи нещо ново, нещо характерно, въпреки че по начало се счита за сопранов инструмент.
Неговото амплоа е твърде широко и разнообразно: от възможността му да изразява голяма скръб, пасторалност, закачливост и хумор до изумителна гротескност.
Тоновете му в ниския регистър са гъсти, масивни, наситени, силни, до известна степен сурови и груби, особено най-ниските, които се извличат много трудно, почти безуспешно при динамика пиано. Все пак умело използвани, ниските тонове създават прекрасна звукова атмосфера.
Използва се при тембристи мелодии, при характерни сола - в трета част на Симфония № 2 от Брамс 3-та част и много други. Щрихите легато, стакато, двоен и троен език се изпълняват с лекота, а флатерцунгите - по-трудно. В класическия двоен състав на оркестъра вторият обой може да се смени с английски рог. Обоят много добре се съчетава с другите дървени духови инструменти – флейта и кларинет. Получава се нов смесен тембър, който внася свежест в оркестъра.
При обоя обикновено се използва само прост удар с език. Заради това скоростта на бързо повтарящи се тонове не бива да надвишава шестнадесетина нотни стойности при метрономно обозначение четвъртина равна на 120 (това се отнася за ниския регистър, а в останалите регистри е възможно да се увеличи скоростта). Напоследък обоистите се опитват да употребяват двоен и троен език за получаване на двойно и тройно стакато. Това обаче е много трудно и не се удава на всеки обоист.
При свирене на продължителни пасажи или големи нотни трайности обоистът лесно се уморява не от недостиг на въздух, тъй като той изразходва малко въздух, а от излишък, защото процепът на стройката е много тесен. Продължителното задържане на въздух в белите дробове предизвиква запъхтяване и при по-продължително свирене – прилив на кръв към главата.

## Органов регистър
Обой се нарича и вид езичков органов регистър заради сходното звучене с инструмента.